# Badruddin Tyabji (Diplomat)
Badruddin Faiz Hasan Badruddin Tyabji (* 12. November 1907 in Bombay; † 28. Dezember 1995 in Neu-Delhi) war ein indischer Diplomat und Autor.

## Leben
Badruddin Faiz Hasan Badruddin Tyabji entstammt der namhaften Bombayer Tyabji-Familie. Sein Großvater Badruddin Tyabji war Rechtsanwalt und später erster einheimischer Richter am Bombay High Court, er gehörte zu den Gründern des Indischen Nationalkongresses und war 1887 in Madras deren Präsident. Sein Vater Faiz Badruddin Tyabji war ebenfalls Anwalt und Richter am Bombay High Court.
Tyabji trat 1931 in den Indian Civil Service ein. Bis 1942 wurde er dann von der Regierung des Punjab beschäftigt und war erst Stellvertreter des Sekretärs für Planung und anschließend Stellvertreter des Sekretärs des Sekretariats der Constituent Assembly of India und im Außen- und Commonwealth Ministerium.
Von 1948 war er Geschäftsträger in Brüssel, Verbindungssekretär des Ministry of External affairs und letztlich bis 1953 Commonwealth Secretary.
Ab 1954 war Tyabji Botschafter für Jakarta, Teheran und Bonn, bis er 1962 zum Special Secretary für External Affairs wurde. In der Zeit von 1962 bis 1965 war er an der Aligarh Muslim University Vizekanzler.
1965 war er Botschafter in Tokio.
Seine Memoiren veröffentlichte er 1988 unter dem Titel Memoirs of an egoist und 1994 unter dem Titel More memoirs of an egoist.